# Tachygerris moreirai
Tachygerris moreirai – gatunek nawodnych pluskwiaków różnoskrzydłych z rodziny nartnikowatych i podrodziny Gerrinae.

## Taksonomia
Gatunek ten opisany został po raz pierwszy w 2017 roku przez Silvię P. Mondragón-F., Fredy’ego Molano i Irinę Morales na podstawie parki okazów odłowionych w 2005 roku. Jako miejsce typowe wskazano Quebrada El Diviso koło San Cipriano w kolumbijskim departamencie Valle de Cauca. Epitet gatunkowy nadano na cześć specjalisty od pluskwiaków wodnych krainy neotropikalnej, Felipe F.F. Moreiry.

## Morfologia
Samiec osiąga 5,8 mm, zaś samica 7,4 mm długości ciała. Głowa jest brązowa z ciemnobrązowymi, prawie trójkątnymi kropkami przy wewnętrznych krawędziach oczu złożonych oraz ciemnobrązową kropką pośrodku. Barwa czułków jest brązowa. Przedplecze ma srebrne i złote włoski na tylnym brzegu. Tułów u samicy ma na mezopleurach po trzy podłużne paski ciemnobrązowej barwy, zaś u samca tylko po dwa takie pasy, jednak drugi jest bardzo szeroki. Półpokrywy są brązowe ze złocistym owłosieniem w nasadowej połowie. Zapiersie ma podłużne żeberko przez środek, u samicy rozwinięte tylko w tylnej części, u samca prawie przez całą długość. Panewki bioder środkowej i tylnej pary odnóży mają u samicy łatki srebrzystego owłosienia; u samca tylko panewki tylnych bioder mają takie owłosienie. Odnóża są brązowe z ciemnobrązowymi stopami oraz rozjaśnionymi nasadami i wierzchołkami przednich ud. Przednie uda u samca są proste, tylko w nasadowej ⅓ delikatnie zakrzywione. Odwłok ma jasnobrązowe listewki brzeżne i żółtopomarańczowe tergity. Siódmy sternit u samicy ma całobrzegą krawędź tylną z prostym wierzchołkiem. Kolce listewki brzeżnej samicy nie sięgają wierzchołka tego sternitu. Genitalia samca cechują się prawie owalnym pygoforem z kilkoma długimi szczecinkami w częściach tylno-bocznych i pozbawionym ząbka na krawędzi grzbietowej. Kształt proktigera jest prawie trójkątny. Po bokach proktigera rosną długie szczecinki. W wezyce występuje owalnie łukowaty skleryt grzbietowy i pojedynczy, wąski skleryt boczny.

## Rozprzestrzenienie
Owad neotropikalny, endemiczny dla pacyficznego regionu Kolumbii.